# TERUMI de SUNDAY!
TERUMI de SUNDAY!（テルミ・デ・サンデー 略称：テルサン）は2017年4月2日に放送を開始したbayfmのラジオ番組である。

## 概要
文化放送のアナウンサー出身で同局の他、TBSラジオ、MBSラジオなどAM放送局を中心に活動してきた吉田照美が民放FMラジオ局でパーソナリティを初めて務める番組。合言葉は「限りなくFM感ゼロ」。社会全般のニュースを紹介する他、最新の音楽シーンを吉田に伝授する番組である。
- 放送開始当時は開始時間が9:00～であったが、2017年6月より、千葉県知事の森田健作がパーソナリティを務める番組『森田健作 青春スピリッツ!』の放送再開[2]に伴い、9:30～に変更。その後の2019年9月15日以降、令和元年房総半島台風（台風15号）などにより千葉県内で甚大な被害が出ている地域が多いことから、青春スピリッツの放送を暫定的に休止して、本番組を9:00から放送を行っていた。その後は『青春――』を終了して、9:00からの放送に正式に変更した[3][4]。
- パーソナリティの吉田は週刊! ベイ旬でよく取り上げられていた。
- 番組内の時報はユアエルムがスポンサーとなる。
- 2021年3月28日をもって『Aqualine Stories』が終了した事を受けて、翌週4月4日からは11:45までの放送となった。
- 2022年10月2日から『D’s Cafe supported by ディズニー★JCB カード』が開始した事を受けて、11:16までの放送となった。

## パーソナリティ
- 吉田照美（2017年4月2日 - 2022年7月24日[5]、2022年8月7日 - ）
- 中村愛（2017年4月2日 - 2018年6月10日[6]、2018年11月4日 - ）

### 代役
- 小堺一機（2022年7月31日。吉田が新型コロナウイルスの感染症に罹患して番組を欠席したため）

### 過去のパーソナリティ
- 岡田ロビン翔子 （2018年6月17日 - 10月28日。中村の産休中、ピンチヒッターを務めた[7]）

## コーナー
今週のニュースPick Up
1週間のニュースを紹介するコーナー。このパートは時事などのニュース。開始 - 2017年5月までは曜日ごとのニュースを紹介していた。
今週のスポーツ、エンタメPick Up
1週間のエンタメ、スポーツニュースを紹介するコーナー。
今日の天気
このコーナーはbayfmの天気予報枠のWether Updatesではない。日曜日はウェザーニューズに回線を繋いで天気を伝える番組がOCEAN TRIBEとSUNDAY STEPPERのみの為、パーソナリティが天気を伝える。一日の天気のポイントもある。
ワールドアイアイ
中村が今、世界で起こっていることを紹介するコーナー。
UPDATES
TRAFFIC UPDATESが9:26（なごみの米屋提供）、9:58（協和ハウジング提供）、10:28（ダイユウホーム提供）、10:57（廃車王船橋店提供） に、WETHER UPDATESが10:56（ケーズデンキ提供）に放送するが原稿の読み上げ、呼び掛けは情報アナウンサーの小野紫が担当する。

## 放送時間
2025年4月 - 現在
毎週日曜 9:00 - 10:54

### 過去
開始 - 2017年5月、2019年9月 - 2021年3月、2022年10月 - 2025年3月
毎週日曜 9:00 - 11:16
2021年4月 - 2022年9月
毎週日曜 9:00 - 11:45
2017年6月 - 2019年9月
毎週日曜 9:30 - 11:16